# Medaille für die Verteidiger der Unabhängigkeit
Die Medaille für die Verteidiger der Unabhängigkeit (rumänisch Medalia Apărătorii Independenței) wurde am 5. Juni 1878 durch Fürst Carol I. mit Dekret Nr. 1422 gestiftet und war zur Auszeichnung von Personen vorgesehen, die sich während des Krieges gegen das Osmanische Reich im militärischen oder zivilen Sektor beteiligt und bewährt hatten.

## Aussehen
Die Auszeichnung ist eine aus Bronze gefertigte runde Medaille, die die allegorische Siegesgöttin auf Waffen- und Fahnentrophäen stehend zeigt. Am rechten ausgestreckten Arm hält sie den Siegeskranz, in der linken ein senkrecht stehendes Schwert. Im Hintergrund nach links versetzt, ein Engel, der eine Flagge umschlossen trägt.
Im Revers findet sich die fünfzeilige Inschrift APARATORILOR INDEPENDINTEI IN RESBELUL 1877–1878  (Verteidiger der Unabhängigkeit im Krieg 1877–1878), die von der gekrönten und gespiegelten Chiffre des Stifters  C  (Carol) überhöht, sowie von einem unten zusammengebundenen Lorbeer- (rechts) und Eichenkranz (links) umschlossen ist.

## Trageweise
Getragen wurde die Auszeichnung von Militärpersonen an einem hellblauen Band mit einem goldenen Seiten- sowie einem roten Randstreifen, von Zivilisten an einem dunkelblauen Band mit rot-gelb-roten Randstreifen auf der linken Brustseite.